# Acedera
Acedera je španělská obec situovaná v provincii Badajoz (autonomní společenství Extremadura). Patronkou města je Nuestra Señora de la Jara a patronem Svatý Josef.

## Odkazy

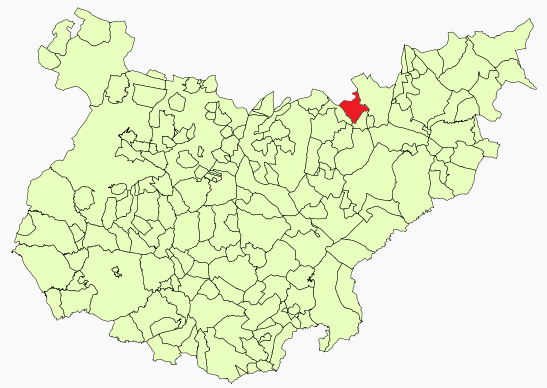
Poloha obce v provincii Badajoz

## Poloha
Leží nedaleko města Villanueva de la Serena. Obcí prochází silnice N-430. Je vzdálena 137 km od města Badajoz. Patří do okresu Vegas Altas a soudního okresu Villanueva de la Serena.

## Historie
Roku 1834 byla začleněna do soudního okresu Puebla de Alcocer. V roce 1842 obec čítala 68 domácností a 220 obyvatel. V roce 1930 se odděluje od stávajícího soudního okresu a připojuje se k okresu Villanueva de la Serena.

## Demografie
| Populace Alcedery z let (1842–2010) | Populace Alcedery z let (1842–2010) | Populace Alcedery z let (1842–2010) | Populace Alcedery z let (1842–2010) | Populace Alcedery z let (1842–2010) | Populace Alcedery z let (1842–2010) | Populace Alcedery z let (1842–2010) | Populace Alcedery z let (1842–2010) | Populace Alcedery z let (1842–2010) |
| ----------------------------------- | ----------------------------------- | ----------------------------------- | ----------------------------------- | ----------------------------------- | ----------------------------------- | ----------------------------------- | ----------------------------------- | ----------------------------------- |
| 1842                                | 1857                                | 1860                                | 1877                                | 1887                                | 1897                                | 1900                                | 1910                                | 1920                                |
| 220                                 | 235                                 | 335                                 | 249                                 | 333                                 | 192                                 | 180                                 | 202                                 | 422                                 |
| 1930                                | 1940                                | 1950                                | 1960                                | 1970                                | 1981                                | 1991                                | 2001                                | 2010                                |
| 353                                 | 363                                 | 531                                 | 860                                 | 1 387                               | 1 014                               | 1 023                               | 907                                 | 818                                 |

## Svátky
V Acedeře se slaví tyto tři významnější svátky:
- San José (Svatý Josef), 19. března
- Lunes de Pascua (Velikonoční pondělí),
- Nuestra Señora de la Jara, 15. srpna.